# Just Tonight
"Just Tonight" é o terceiro single da banda americana de rock alternativo The Pretty Reckless, extraído do seu álbum de estreia, Light Me Up. A canção foi escrita pelos membros da banda Taylor Momsen e Ben Phillips e pelo produtor Kato Khandwala.

## Recepção
"Just Tonight" recebeu comentários positivos na maior parte dos críticos. Robert Copsey no Digital Spy deu quatro das cinco estrelas, alegando que "os acompanhamentos e solos de guitarra de Momsen deram um toque diferente à canção".  Fraser McAlpine na BBC Radio 1 deu quatro estrelas, e elogiou os vocais de Taylor Momsen, comentando que a canção é "sobre feridas no coração".

## Performances ao vivo
No Reino Unido, a banda tocou a música para a BBC Radio 1's Live Lounge e no Live from Studio Five.

## Videoclipe
O vídeo da música foi dirigido por Meiert Avis, que já havia dirigido os vídeos de singles anteriores da banda, "Make Me Wanna Die" e "Miss Nothing". O vídeo foi filmado no Arsenal de Kingsbridge no Bronx, em Nova York.

## Lista de faixas
UK digital EP
1. "Just Tonight" - 2:47
2. "Just Tonight" (Versão acústica) - 3:04
3. "Just Tonight" (Videoclipe) - 3:03

## Desempenho nas paradas musicais
| Parada (2010)                                          | Melhor posição |
| ------------------------------------------------------ | -------------- |
| Reino Unido - UK Singles (The Official Charts Company) | 163            |
| Reino Unido - UK Rock (The Official Charts Company)    | 9              |